# Chignahuapan
Chignahuapan est une ville située dans la partie nord de l'état mexicain de Puebla. Son nom vient des mots Nahuatl chicnahui, qui signifie « neuf » ; atl, qui signifie « eau » ; et le suffixe pan, qui signifie « dessus », « dedans ». Dans l'ensemble, cela signifie « au-dessus des neuf yeux de l'eau ».